# Chin Aun Soh
Chin Aun Soh (Alor Gajah, 28 luglio 1950) è un allenatore di calcio ed ex calciatore malaysiano, di ruolo difensore.
È citato anche come Soh Chin Ann.

## Carriera
Ha detenuto a lungo il primato di giocatore con il maggior numero di presenze ufficiali nella storia delle Nazionali di calcio (195). È anche considerato il miglior giocatore malese di tutti i tempi.

## Palmarès

### Giocatore
- Malaysia Cup: 7

Selangor: 1971, 1972, 1973, 1975, 1976, 1978, 1979
- Malaysia FAM League: 1

Selangor: 1972

## Statistiche

### Cronologia presenze e reti in nazionale
| Cronologia completa delle presenze e delle reti in nazionale ― Malaysia | Cronologia completa delle presenze e delle reti in nazionale ― Malaysia | Cronologia completa delle presenze e delle reti in nazionale ― Malaysia | Cronologia completa delle presenze e delle reti in nazionale ― Malaysia | Cronologia completa delle presenze e delle reti in nazionale ― Malaysia | Cronologia completa delle presenze e delle reti in nazionale ― Malaysia | Cronologia completa delle presenze e delle reti in nazionale ― Malaysia | Cronologia completa delle presenze e delle reti in nazionale ― Malaysia |
| Data                                                                    | Città                                                                   | In casa                                                                 | Risultato                                                               | Ospiti                                                                  | Competizione                                                            | Reti                                                                    | Note                                                                    |
| ----------------------------------------------------------------------- | ----------------------------------------------------------------------- | ----------------------------------------------------------------------- | ----------------------------------------------------------------------- | ----------------------------------------------------------------------- | ----------------------------------------------------------------------- | ----------------------------------------------------------------------- | ----------------------------------------------------------------------- |
| 22-5-1971                                                               | Bangkok                                                                 | Malaysia                                                                | 8 – 0                                                                   | Brunei                                                                  | Qual. Coppa d'Asia 1972                                                 | 1                                                                       |                                                                         |
| 26-5-1971                                                               | Bangkok                                                                 | Malaysia                                                                | 2 – 1                                                                   | Repubblica Khmer                                                        | Qual. Coppa d'Asia 1972                                                 | -                                                                       |                                                                         |
| 28-5-1971                                                               | Bangkok                                                                 | Malaysia                                                                | 2 – 1                                                                   | Hong Kong                                                               | Qual. Coppa d'Asia 1972                                                 | -                                                                       |                                                                         |
| 28-5-1971                                                               | Bangkok                                                                 | Thailandia                                                              | 1 – 0                                                                   | Malaysia                                                                | Qual. Coppa d'Asia 1972                                                 | -                                                                       |                                                                         |
| 28-5-1971                                                               | Bangkok                                                                 | Malaysia                                                                | 3 – 0                                                                   | Indonesia                                                               | Qual. Coppa d'Asia 1972                                                 | -                                                                       |                                                                         |
| 12-7-1972                                                               | Kuala Lumpur                                                            | Malaysia                                                                | 4 – 1                                                                   | Sri Lanka                                                               | Pestabola Merdeka 1972                                                  | -                                                                       |                                                                         |
| 14-7-1972                                                               | Kuala Lumpur                                                            | Malaysia                                                                | 1 – 0                                                                   | Filippine                                                               | Pestabola Merdeka 1972                                                  | -                                                                       |                                                                         |
| 19-7-1972                                                               | Kuala Lumpur                                                            | Malaysia                                                                | 6 – 1                                                                   | Repubblica Khmer                                                        | Pestabola Merdeka 1972                                                  | -                                                                       |                                                                         |
| 22-7-1972                                                               | Kuala Lumpur                                                            | Malaysia                                                                | 3 – 1                                                                   | Giappone                                                                | Pestabola Merdeka 1972                                                  | -                                                                       |                                                                         |
| 29-7-1972                                                               | Kuala Lumpur                                                            | Malaysia                                                                | 1 – 2                                                                   | Corea del Sud                                                           | Pestabola Merdeka 1972                                                  | 1                                                                       |                                                                         |
| 20-9-1972                                                               | Seul                                                                    | Malaysia                                                                | 1 – 0                                                                   | Repubblica Khmer                                                        | 1972 President's Cup                                                    | 1                                                                       |                                                                         |
| 22-9-1972                                                               | Seul                                                                    | Thailandia                                                              | 1 – 1                                                                   | Malaysia                                                                | 1972 President's Cup                                                    | 1                                                                       |                                                                         |
| 24-9-1972                                                               | Seul                                                                    | Corea del Sud                                                           | 2 – 0                                                                   | Malaysia                                                                | 1972 President's Cup                                                    | -                                                                       |                                                                         |
| 28-9-1972                                                               | Seul                                                                    | Indonesia                                                               | 3 – 1                                                                   | Malaysia                                                                | 1972 President's Cup                                                    | -                                                                       |                                                                         |
| 30-9-1972                                                               | Seul                                                                    | Corea del Sud                                                           | 1 – 0                                                                   | Malaysia                                                                | 1972 President's Cup                                                    | -                                                                       |                                                                         |
| 17-5-1973                                                               | Seul                                                                    | Hong Kong                                                               | 1 – 0                                                                   | Malaysia                                                                | Qual. Mondiali 1974                                                     | -                                                                       |                                                                         |
| 19-5-1973                                                               | Seul                                                                    | Israele                                                                 | 3 – 0                                                                   | Malaysia                                                                | Qual. Mondiali 1974                                                     | -                                                                       |                                                                         |
| 21-5-1973                                                               | Seul                                                                    | Corea del Sud                                                           | 0 – 0                                                                   | Malaysia                                                                | Qual. Mondiali 1974                                                     | -                                                                       |                                                                         |
| 23-5-1973                                                               | Seul                                                                    | Thailandia                                                              | 0 – 2                                                                   | Malaysia                                                                | Qual. Mondiali 1974                                                     | -                                                                       |                                                                         |
| 26-7-1973                                                               | Kuala Lumpur                                                            | Malaysia                                                                | 0 – 0                                                                   | Kuwait                                                                  | Pestabola Merdeka 1973                                                  | -                                                                       |                                                                         |
| 29-7-1973                                                               | Kuala Lumpur                                                            | Malaysia                                                                | 2 – 2                                                                   | Thailandia                                                              | Pestabola Merdeka 1973                                                  | -                                                                       |                                                                         |
| 2-8-1973                                                                | Kuala Lumpur                                                            | Malaysia                                                                | 1 – 0                                                                   | Repubblica Khmer                                                        | Pestabola Merdeka 1973                                                  | -                                                                       |                                                                         |
| 7-8-1973                                                                | Kuala Lumpur                                                            | Malaysia                                                                | 4 – 0                                                                   | India                                                                   | Pestabola Merdeka 1973                                                  | -                                                                       |                                                                         |
| 10-8-1973                                                               | Kuala Lumpur                                                            | Malaysia                                                                | 2 – 1                                                                   | Birmania                                                                | Pestabola Merdeka 1973                                                  | -                                                                       |                                                                         |
| 12-8-1973                                                               | Kuala Lumpur                                                            | Malaysia                                                                | 3 – 1                                                                   | Kuwait                                                                  | Pestabola Merdeka 1973                                                  | -                                                                       |                                                                         |
| 2-9-1973                                                                | Singapore                                                               | Malaysia                                                                | 1 – 1                                                                   | Thailandia                                                              | Giochi del Sud-est asiatico 1973                                        | -                                                                       |                                                                         |
| 4-9-1973                                                                | Singapore                                                               | Singapore                                                               | 0 – 0                                                                   | Malaysia                                                                | Giochi del Sud-est asiatico 1973                                        | -                                                                       |                                                                         |
| 7-9-1973                                                                | Singapore                                                               | Singapore                                                               | 0 – 3                                                                   | Malaysia                                                                | Giochi del Sud-est asiatico 1973                                        | -                                                                       |                                                                         |
| 24-9-1973                                                               | Seul                                                                    | Thailandia                                                              | 1 – 5                                                                   | Malaysia                                                                | 1973 President's Cup                                                    | -                                                                       |                                                                         |
| 26-9-1973                                                               | Seul                                                                    | Birmania                                                                | 1 – 3                                                                   | Malaysia                                                                | 1973 President's Cup                                                    | -                                                                       |                                                                         |
| 28-9-1973                                                               | Seul                                                                    | Malaysia                                                                | 0 – 2                                                                   | Repubblica Khmer                                                        | 1973 President's Cup                                                    | -                                                                       |                                                                         |
| 30-9-1973                                                               | Seul                                                                    | Corea del Sud                                                           | 2 – 0                                                                   | Malaysia                                                                | 1973 President's Cup                                                    | -                                                                       |                                                                         |
| 23-7-1974                                                               | Kuala Lumpur                                                            | Malaysia                                                                | 1 – 0                                                                   | Corea del Sud                                                           | Pestabola Merdeka 1974                                                  | -                                                                       |                                                                         |
| 25-7-1974                                                               | Kuala Lumpur                                                            | Malaysia                                                                | 4 – 1                                                                   | India                                                                   | Pestabola Merdeka 1974                                                  | -                                                                       |                                                                         |
| 29-7-1974                                                               | Kuala Lumpur                                                            | Malaysia                                                                | 1 – 0                                                                   | Hong Kong                                                               | Pestabola Merdeka 1974                                                  | -                                                                       |                                                                         |
| 1-8-1974                                                                | Kuala Lumpur                                                            | Malaysia                                                                | 3 – 2                                                                   | Thailandia                                                              | Pestabola Merdeka 1974                                                  | -                                                                       |                                                                         |
| 4-8-1974                                                                | Kuala Lumpur                                                            | Malaysia                                                                | 1 – 0                                                                   | Corea del Sud                                                           | Pestabola Merdeka 1974                                                  | -                                                                       |                                                                         |
| 3-9-1974                                                                | Tehran                                                                  | Israele                                                                 | 8 – 3                                                                   | Malaysia                                                                | Giochi asiatici 1974                                                    | -                                                                       |                                                                         |
| 5-9-1974                                                                | Tehran                                                                  | Malaysia                                                                | 1 – 1                                                                   | Giappone                                                                | Giochi asiatici 1974                                                    | -                                                                       |                                                                         |
| 7-9-1974                                                                | Tehran                                                                  | Malaysia                                                                | 11 – 0                                                                  | Filippine                                                               | Giochi asiatici 1974                                                    | -                                                                       |                                                                         |
| 9-9-1974                                                                | Tehran                                                                  | Iran                                                                    | 1 – 0                                                                   | Malaysia                                                                | Giochi asiatici 1974                                                    | -                                                                       |                                                                         |
| 11-9-1974                                                               | Tehran                                                                  | Malaysia                                                                | 0 – 0                                                                   | Iraq                                                                    | Giochi asiatici 1974                                                    | -                                                                       |                                                                         |
| 13-9-1974                                                               | Tehran                                                                  | Malaysia                                                                | 3 – 2                                                                   | Corea del Sud                                                           | Giochi asiatici 1974                                                    | -                                                                       |                                                                         |
| 15-9-1974                                                               | Tehran                                                                  | Malaysia                                                                | 2 – 1                                                                   | Corea del Nord                                                          | Giochi asiatici 1974                                                    | -                                                                       |                                                                         |
| 29-7-1975                                                               | Kuala Lumpur                                                            | Malaysia                                                                | 1 – 3                                                                   | Corea del Sud                                                           | Pestabola Merdeka 1975                                                  | -                                                                       |                                                                         |
| 2-8-1975                                                                | Kuala Lumpur                                                            | Malaysia                                                                | 2 – 0                                                                   | Giappone                                                                | Pestabola Merdeka 1975                                                  | -                                                                       |                                                                         |
| 3-8-1975                                                                | Kuala Lumpur                                                            | Malaysia                                                                | 2 – 1                                                                   | Birmania                                                                | Pestabola Merdeka 1975                                                  | -                                                                       |                                                                         |
| 8-8-1975                                                                | Kuala Lumpur                                                            | Malaysia                                                                | 3 – 0                                                                   | Bangladesh                                                              | Pestabola Merdeka 1975                                                  | -                                                                       |                                                                         |
| 10-8-1975                                                               | Kuala Lumpur                                                            | Malaysia                                                                | 1 – 0                                                                   | Thailandia                                                              | Pestabola Merdeka 1975                                                  | -                                                                       |                                                                         |
| 17-8-1975                                                               | Kuala Lumpur                                                            | Malaysia                                                                | 0 – 1                                                                   | Corea del Sud                                                           | Pestabola Merdeka 1975                                                  | -                                                                       | 57’                                                                     |
| 11-9-1976                                                               | Seul                                                                    | Corea del Sud                                                           | 4 – 4                                                                   | Malaysia                                                                | 1976 President's Cup                                                    | -                                                                       |                                                                         |
| 13-9-1976                                                               | Seul                                                                    | Malaysia                                                                | 4 – 1                                                                   | Singapore                                                               | 1976 President's Cup                                                    | -                                                                       |                                                                         |
| 19-9-1976                                                               | Seul                                                                    | Malaysia                                                                | 4 – 0                                                                   | Indonesia                                                               | 1976 President's Cup                                                    | -                                                                       |                                                                         |
| 1-3-1977                                                                | Singapore                                                               | Malaysia                                                                | 6 – 4                                                                   | Thailandia                                                              | Qual. Mondiali 1978                                                     | -                                                                       |                                                                         |
| 3-3-1977                                                                | Singapore                                                               | Indonesia                                                               | 0 – 0                                                                   | Malaysia                                                                | Qual. Mondiali 1978                                                     | -                                                                       |                                                                         |
| 6-3-1977                                                                | Singapore                                                               | Singapore                                                               | 1 – 0                                                                   | Malaysia                                                                | Qual. Mondiali 1978                                                     | -                                                                       |                                                                         |
| 8-3-1977                                                                | Singapore                                                               | Malaysia                                                                | 1 – 1                                                                   | Hong Kong                                                               | Qual. Mondiali 1978                                                     | -                                                                       |                                                                         |
| 16-7-1977                                                               | Kuala Lumpur                                                            | Malaysia                                                                | 1 – 0                                                                   | Birmania                                                                | Pestabola Merdeka 1977                                                  | -                                                                       |                                                                         |
| 18-7-1977                                                               | Kuala Lumpur                                                            | Malaysia                                                                | 3 – 0                                                                   | Thailandia                                                              | Pestabola Merdeka 1977                                                  | -                                                                       |                                                                         |
| 21-7-1977                                                               | Kuala Lumpur                                                            | Malaysia                                                                | 1 – 1                                                                   | Libia                                                                   | Pestabola Merdeka 1977                                                  | -                                                                       |                                                                         |
| 26-7-1977                                                               | Kuala Lumpur                                                            | Malaysia                                                                | 1 – 1                                                                   | Corea del Sud                                                           | Pestabola Merdeka 1977                                                  | -                                                                       |                                                                         |
| 29-7-1977                                                               | Kuala Lumpur                                                            | Malaysia                                                                | 5 – 1                                                                   | Indonesia                                                               | Pestabola Merdeka 1977                                                  | 1                                                                       |                                                                         |
| 8-9-1977                                                                | Taegu                                                                   | Malaysia                                                                | 3 – 1                                                                   | Bahrein                                                                 | 1977 President's Cup                                                    | -                                                                       |                                                                         |
| 13-9-1977                                                               | Seul                                                                    | Corea del Sud                                                           | 3 – 0                                                                   | Malaysia                                                                | 1977 President's Cup                                                    | -                                                                       |                                                                         |
| 15-9-1977                                                               | Seul                                                                    | Malaysia                                                                | 1 – 1                                                                   | Thailandia                                                              | 1977 President's Cup                                                    | -                                                                       |                                                                         |
| 19-11-1977                                                              | Kuala Lumpur                                                            | Indonesia                                                               | 2 – 1                                                                   | Malaysia                                                                | Giochi del Sud-est asiatico 1977                                        | -                                                                       |                                                                         |
| 21-11-1977                                                              | Kuala Lumpur                                                            | Malaysia                                                                | 5 – 0                                                                   | Filippine                                                               | Giochi del Sud-est asiatico 1977                                        | -                                                                       |                                                                         |
| 23-11-1977                                                              | Kuala Lumpur                                                            | Malaysia                                                                | 7 – 0                                                                   | Brunei                                                                  | Giochi del Sud-est asiatico 1977                                        | -                                                                       |                                                                         |
| 25-11-1977                                                              | Kuala Lumpur                                                            | Malaysia                                                                | 9 – 1                                                                   | Birmania                                                                | Giochi del Sud-est asiatico 1977                                        | -                                                                       |                                                                         |
| 26-11-1977                                                              | Kuala Lumpur                                                            | Malaysia                                                                | 2 – 0                                                                   | Thailandia                                                              | Giochi del Sud-est asiatico 1977                                        | -                                                                       |                                                                         |
| 13-7-1978                                                               | Kuala Lumpur                                                            | Malaysia                                                                | 1 – 0                                                                   | Indonesia                                                               | Pestabola Merdeka 1978                                                  | -                                                                       |                                                                         |
| 15-7-1978                                                               | Kuala Lumpur                                                            | Malaysia                                                                | 5 – 2                                                                   | Siria                                                                   | Pestabola Merdeka 1978                                                  | -                                                                       |                                                                         |
| 17-7-1978                                                               | Kuala Lumpur                                                            | Malaysia                                                                | 5 – 2                                                                   | Iraq                                                                    | Pestabola Merdeka 1978                                                  | -                                                                       |                                                                         |
| 19-7-1978                                                               | Kuala Lumpur                                                            | Malaysia                                                                | 2 – 0                                                                   | Thailandia                                                              | Pestabola Merdeka 1978                                                  | -                                                                       |                                                                         |
| 21-7-1978                                                               | Kuala Lumpur                                                            | Malaysia                                                                | 4 – 1                                                                   | Giappone                                                                | Pestabola Merdeka 1978                                                  | -                                                                       |                                                                         |
| 21-7-1978                                                               | Kuala Lumpur                                                            | Malaysia                                                                | 1 – 3                                                                   | Corea del Sud                                                           | Pestabola Merdeka 1978                                                  | -                                                                       |                                                                         |
| 11-9-1978                                                               | Seul                                                                    | Malaysia                                                                | 2 – 1                                                                   | Bahrein                                                                 | 1978 President's Cup                                                    | -                                                                       |                                                                         |
| 11-9-1978                                                               | Pusan                                                                   | Corea del Sud                                                           | 2 – 2                                                                   | Malaysia                                                                | 1978 President's Cup                                                    | -                                                                       |                                                                         |
| 10-12-1978                                                              | Bangkok                                                                 | India                                                                   | 0 – 1                                                                   | Malaysia                                                                | Giochi asiatici 1978                                                    | -                                                                       |                                                                         |
| 12-12-1978                                                              | Bangkok                                                                 | Malaysia                                                                | 1 – 0                                                                   | Bangladesh                                                              | Giochi asiatici 1978                                                    | -                                                                       |                                                                         |
| 17-12-1978                                                              | Bangkok                                                                 | Malaysia                                                                | 1 – 2                                                                   | Thailandia                                                              | Giochi asiatici 1978                                                    | -                                                                       |                                                                         |
| 18-12-1978                                                              | Bangkok                                                                 | Malaysia                                                                | 0 – 1                                                                   | Corea del Sud                                                           | Giochi asiatici 1978                                                    | -                                                                       |                                                                         |
| 19-12-1978                                                              | Bangkok                                                                 | Cina                                                                    | 7 – 1                                                                   | Malaysia                                                                | Giochi asiatici 1978                                                    | -                                                                       |                                                                         |
| 23-9-1979                                                               | Giacarta                                                                | Singapore                                                               | 0 – 2                                                                   | Malaysia                                                                | Giochi del Sud-est asiatico 1979                                        | -                                                                       |                                                                         |
| 25-9-1979                                                               | Giacarta                                                                | Malaysia                                                                | 0 – 0                                                                   | Birmania                                                                | Giochi del Sud-est asiatico 1979                                        | -                                                                       |                                                                         |
| 26-9-1979                                                               | Giacarta                                                                | Indonesia                                                               | 0 – 0                                                                   | Malaysia                                                                | Giochi del Sud-est asiatico 1979                                        | -                                                                       |                                                                         |
| 28-9-1979                                                               | Giacarta                                                                | Malaysia                                                                | 1 – 0                                                                   | Thailandia                                                              | Giochi del Sud-est asiatico 1979                                        | -                                                                       |                                                                         |
| 30-9-1979                                                               | Giacarta                                                                | Indonesia                                                               | 0 – 1                                                                   | Malaysia                                                                | Giochi del Sud-est asiatico 1979                                        | -                                                                       |                                                                         |
| 14-11-1979                                                              | Kuala Lumpur                                                            | Malaysia                                                                | 1 – 3                                                                   | Svezia                                                                  | Amichevole                                                              | -                                                                       |                                                                         |
| 16-9-1980                                                               | Madinat al-Kuwait                                                       | Corea del Sud                                                           | 1 – 1                                                                   | Malaysia                                                                | Coppa d'Asia 1980                                                       | -                                                                       |                                                                         |
| 18-9-1980                                                               | Madinat al-Kuwait                                                       | Kuwait                                                                  | 3 – 1                                                                   | Malaysia                                                                | Coppa d'Asia 1980                                                       | -                                                                       |                                                                         |
| 20-9-1980                                                               | Madinat al-Kuwait                                                       | Malaysia                                                                | 2 – 0                                                                   | Emirati Arabi Uniti                                                     | Coppa d'Asia 1980                                                       | -                                                                       |                                                                         |
| 20-9-1980                                                               | Madinat al-Kuwait                                                       | Malaysia                                                                | 1 – 1                                                                   | Qatar                                                                   | Coppa d'Asia 1980                                                       | -                                                                       |                                                                         |
| 15-10-1980                                                              | Kuala Lumpur                                                            | Malaysia                                                                | 2 – 0                                                                   | Marocco                                                                 | Pestabola Merdeka 1980                                                  | -                                                                       |                                                                         |
| 17-10-1980                                                              | Kuala Lumpur                                                            | Malaysia                                                                | 3 – 2                                                                   | Birmania                                                                | Pestabola Merdeka 1980                                                  | -                                                                       |                                                                         |
| 20-10-1980                                                              | Kuala Lumpur                                                            | Malaysia                                                                | 2 – 2                                                                   | Thailandia                                                              | Pestabola Merdeka 1980                                                  | -                                                                       |                                                                         |
| 23-10-1980                                                              | Kuala Lumpur                                                            | Malaysia                                                                | 1 – 1                                                                   | Indonesia                                                               | Pestabola Merdeka 1980                                                  | -                                                                       |                                                                         |
| 25-10-1980                                                              | Kuala Lumpur                                                            | Malaysia                                                                | 1 – 1                                                                   | Corea del Sud                                                           | Pestabola Merdeka 1980                                                  | 1                                                                       |                                                                         |
| 27-10-1980                                                              | Kuala Lumpur                                                            | Malaysia                                                                | 2 – 1                                                                   | Kuwait                                                                  | Pestabola Merdeka 1980                                                  | -                                                                       |                                                                         |
| 2-11-1980                                                               | Kuala Lumpur                                                            | Malaysia                                                                | 1 – 2                                                                   | Marocco                                                                 | Pestabola Merdeka 1980                                                  | 1                                                                       |                                                                         |
| 21-4-1981                                                               | Madinat al-Kuwait                                                       | Corea del Sud                                                           | 2 – 1                                                                   | Malaysia                                                                | Qual. Mondiali 1982                                                     | -                                                                       |                                                                         |
| 25-4-1981                                                               | Madinat al-Kuwait                                                       | Kuwait                                                                  | 4 – 0                                                                   | Malaysia                                                                | Qual. Mondiali 1982                                                     | -                                                                       |                                                                         |
| 4-9-1981                                                                | Kuala Lumpur                                                            | Malaysia                                                                | 0 – 1                                                                   | Nuova Zelanda                                                           | Pestabola Merdeka 1981                                                  | -                                                                       |                                                                         |
| 9-9-1981                                                                | Kuala Lumpur                                                            | Malaysia                                                                | 2 – 0                                                                   | Indonesia                                                               | Pestabola Merdeka 1981                                                  | -                                                                       |                                                                         |
| 12-9-1981                                                               | Kuala Lumpur                                                            | Malaysia                                                                | 0 – 1                                                                   | Emirati Arabi Uniti                                                     | Pestabola Merdeka 1981                                                  | -                                                                       |                                                                         |
| 28-5-1983                                                               | Singapore                                                               | Singapore                                                               | 2 – 1                                                                   | Malaysia                                                                | Giochi del Sud-est asiatico 1983                                        | -                                                                       |                                                                         |
| 30-5-1983                                                               | Singapore                                                               | Malaysia                                                                | 0 – 0                                                                   | Filippine                                                               | Giochi del Sud-est asiatico 1983                                        | -                                                                       |                                                                         |
| 19-9-1983                                                               | Kuala Lumpur                                                            | Malaysia                                                                | 7 – 0                                                                   | Nepal                                                                   | Pestabola Merdeka 1983                                                  | 1                                                                       |                                                                         |
| 22-9-1983                                                               | Kuala Lumpur                                                            | Malaysia                                                                | 0 – 0                                                                   | Algeria                                                                 | Pestabola Merdeka 1983                                                  | -                                                                       |                                                                         |
| 24-8-1984                                                               | Kuala Lumpur                                                            | Malaysia                                                                | 1 – 0                                                                   | Thailandia                                                              | Pestabola Merdeka 1984                                                  | -                                                                       |                                                                         |
| 26-8-1984                                                               | Kuala Lumpur                                                            | Malaysia                                                                | 2 – 2                                                                   | Indonesia                                                               | Pestabola Merdeka 1984                                                  | -                                                                       |                                                                         |
| 29-8-1984                                                               | Kuala Lumpur                                                            | Malaysia                                                                | 3 – 1                                                                   | Liberia                                                                 | Pestabola Merdeka 1984                                                  | -                                                                       |                                                                         |
| 4-9-1984                                                                | Kuala Lumpur                                                            | Malaysia                                                                | 5 – 1                                                                   | Papua Nuova Guinea                                                      | Pestabola Merdeka 1984                                                  | -                                                                       |                                                                         |
| 7-9-1984                                                                | Kuala Lumpur                                                            | Malaysia                                                                | 1 – 3                                                                   | Corea del Sud                                                           | Pestabola Merdeka 1984                                                  | -                                                                       |                                                                         |
| Totale                                                                  |                                                                         | Presenze                                                                | 114                                                                     |                                                                         | Reti                                                                    | 8                                                                       |                                                                         |